# Dorothy Farnum
Dorothy Farnum (New York, 10 giugno 1900 – North Andover, 27 gennaio 1970) è stata una sceneggiatrice statunitense conosciuta per il suo lavoro alla MGM all'epoca del muto e, più tardi, per aver lavorato nel Regno Unito.

## Filmografia

### Sceneggiatrice
- The Broken Melody, regia di William P.S. Earle (1919)
- Good References, regia di Roy William Neill (1920)
- The Great Adventure, regia di Kenneth S. Webb (1921)
- Jim the Penman, regia di Kenneth S. Webb (1921)
- Salvation Nell, regia di Kenneth S. Webb (1921)
- Wife Against Wife, regia di Whitman Bennett (1921)
- Il trionfo del lavoro (The Iron Trail), regia di Roy William Neill (1921)
- Il sigillo di Cardi (Fair Lady), regia di Kenneth S. Webb (1922)
- His Wife's Husband, regia di Kenneth S. Webb (1922)
- Secrets of Paris, regia di Kenneth S. Webb (1922)
- How Women Love, regia di Kenneth S. Webb (1922)
- The Darling of the Rich, regia di John G. Adolfi (1922)
- Jacqueline, or Blazing Barriers, regia di Dell Henderson (1923)
- Modern Marriage, regia di Victor Heerman, Lawrence C. Windom (1923)
- Sinner or Saint, regia di Lawrence C. Windom (1923)
- Loyal Lives, regia di Charles Giblyn (1923)
- Daring Youth, regia di William Beaudine (1924)
- Lord Brummel (Beau Brummel), regia di Harry Beaumont (1924)
- Babbitt, regia di Harry Beaumont (1924)
- Being Respectable, regia di Philip Rosen (1924)
- Tess of the D'Urbervilles, regia di Marshall Neilan (1924)
- Lovers' Lane, regia di William Beaudine, Phil Rosen (1924)
- The Lover of Camille, regia di Harry Beaumont (1924)
- Sirena di acciaio (A Lost Lady), regia di Harry Beaumont - adattamento (1924)
- Recompense, regia di Harry Beaumont (1925)
- Off the Highway, regia di Tom Forman (1925)
- Rose of the World, regia di Harry Beaumont (1925)
- Il torrente (Torrent), regia di Monta Bell (1926)
- Bardelys il magnifico (Bardelys the Magnificent), regia di King Vidor (1926)
- La tentatrice (The Temptress), regia di Fred Niblo e, non accreditato, Mauritz Stiller (1926)
- The Constant Nymph, regia di Adrian Brunel (1928)
- La donna divina (The Divine Woman), regia di Victor Sjöström (1928)
- Adriana Lecouvreur (Dream of Love), regia di Fred Niblo (1928)
- L'isola del sole (The Pagan), regia di W. S. Van Dyke (1929)
- Lo spettro verde (The Unholy Night), regia di Lionel Barrymore (1929)
- Redenzione (Redemption), regia di Fred Niblo e, non accreditato, Lionel Barrymore (1930)
- Call of the Flesh, regia di Charles Brabin (1930)
- A Lady's Morals, regia di Sidney Franklin (1930)
- Sivigliana (Sevilla de mis amores), regia di Ramón Novarro (1930)
- Io amo (A Free Soul), regia di Clarence Brown (1931)
- Jenny Lind, regia di Arthur Robison (1931)
- Cœur de lilas, regia di Anatole Litvak (1932)
- The Constant Nymph, regia di Basil Dean (1933)
- Autumn Crocus, regia di Basil Dean (1934)
- Evensong, regia di Victor Saville (1934)
- Jew Süss, regia di Lothar Mendes (1934)
- Forbidden Territory, regia di Phil Rosen (1934)
- Lorna Doone, regia di Basil Dean (1934)

### Attrice
- The Cub. regia di Maurice Tourneur (1915)
- Over Night, regia di James Young (1915)